# Buddismo Tendai

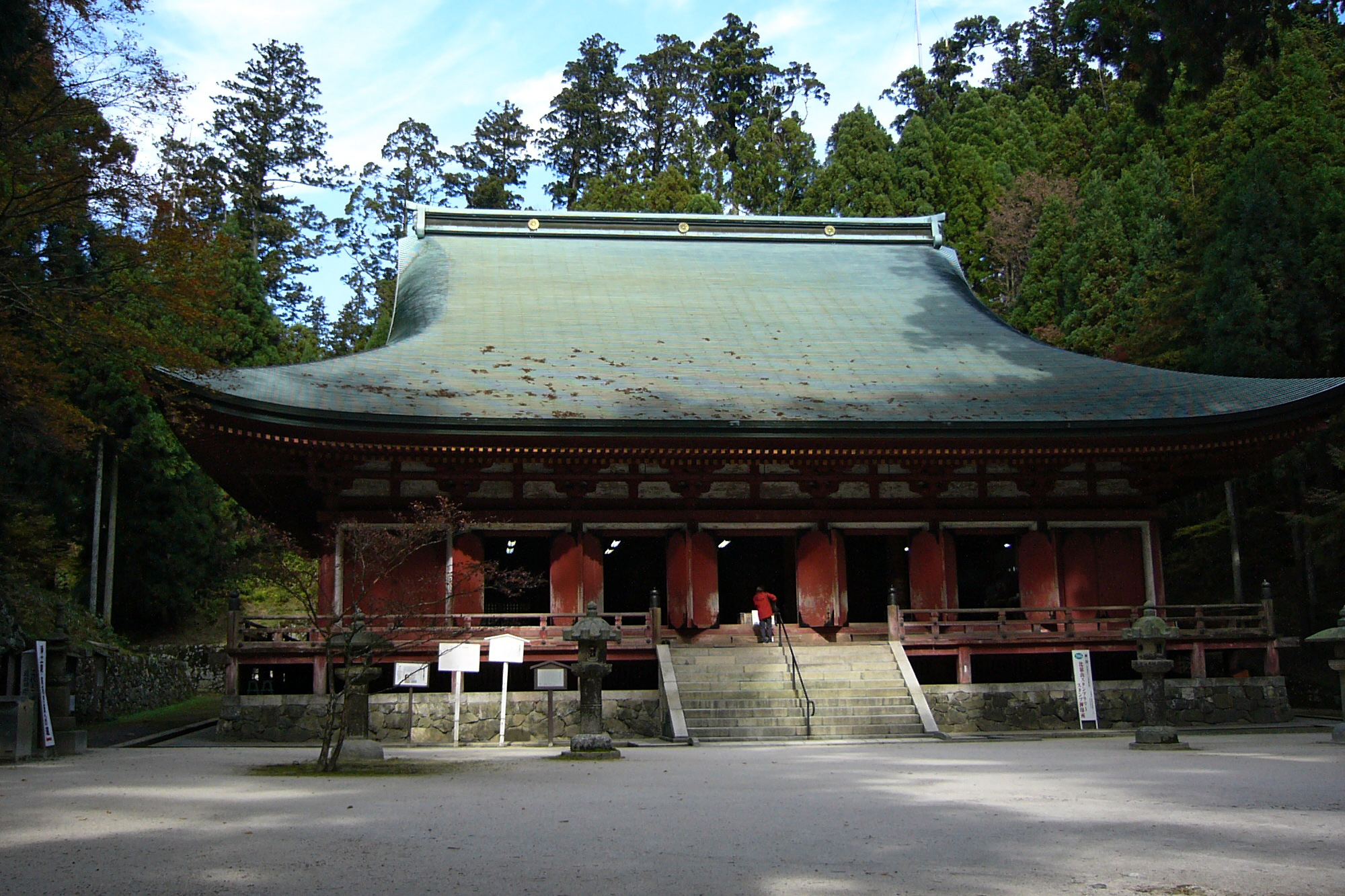
Il padiglione della predicazione del Dharma del Tempio Enryaku-ji, il tempio principale della scuola Tendai.

Il buddismo Tendai (天台宗, Tendai-shū) è una scuola giapponese del buddismo Mahāyāna. Fondata da Saichō, discende della scuola buddista cinese Tiāntái (天台宗, Tiāntái zong, Wade-Giles: T'ien-t'ai tsung), anche conosciuta come scuola del Sutra del Loto e fondata da Zhìyǐ (智顗) nel VI secolo.

## Storia

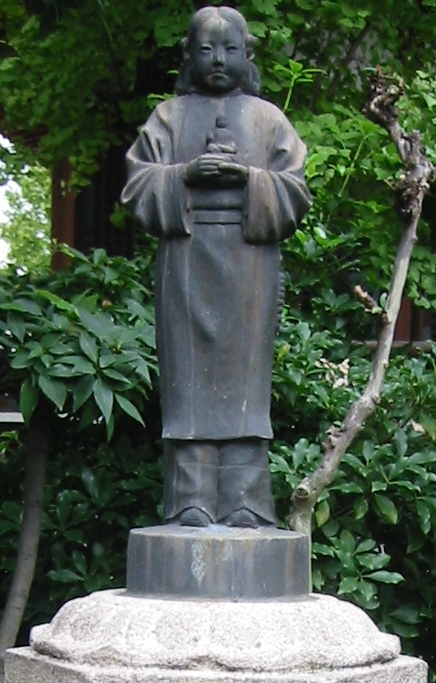
Statua che rappresenta Saichō, il fondatore della scuola Tendai, collocata presso il tempio Noufuku-ji, Prefettura di Hyōgo.

I primi insegnamenti Tiāntái (天台宗) furono trasferiti in Giappone intorno alla metà dell'VIII secolo dal monaco cinese Jiànzhēn (鑑眞, giapponese Ganjin; 688-763) patriarca della scuola Ritsu (律宗 Ritsu shū).
Nell'805, il monaco giapponese Saichō (最澄, fondatore del buddismo Tendai e noto anche con il titolo postumo di Dengyō Daishi (傳教大師, cinese Chuánjiào Dàshī; 767-822) ritornò dalla Cina con ulteriori insegnamenti cinesi del Tiāntái e fece del tempio che aveva precedentemente eretto sul Monte Hiei (比叡山, giapponese Hieizan), denominato nell'823 come Enryaku-ji (延暦寺), un centro per lo studio e per la pratica di quello che divenne il Tendai, la versione giapponese della scuola cinese Tiāntái.
La scuola Tendai fondata da Saichō, seppur non deviando dal punto di vista dottrinale dalla scuola cinese Tiāntái, conserva delle importanti integrazioni con gli insegnamenti di altre scuole buddiste. Saichō, infatti, riportò dalla Cina anche insegnamenti Chán, sia della scuola Beizōng (北宗, Chan settentrionale) che della scuola Niútóuchán (牛頭宗, Niútóu zōng, giapponese Gozu shū, scuola della Testa di Bufalo, fondata da Fǎróng, 法融, 594-657), e soprattutto insegnamenti esoterici (密教 mikkyō) della scuola Zhēnyán (眞言宗, Zhēnyán zōng, giapponese Shingon).
La tendenza ad includere via via una serie di insegnamenti di altre dottrine buddiste, soprattutto esoterici (mikkyō) derivati dallo Shingon, divenne più marcata negli sviluppi del Tendai da parte dei successori di Saichō, come Ennin (圓仁, 794-864) ed Enchin (圓珍, 814-891).
Nei suoi primi secoli di vita la scuola Tendai fiorì sotto il diretto patronato della famiglia imperiale, divenendo dunque la forma più importante del buddismo giapponese, generando a sua volta buona parte delle scuole giapponesi tutt'oggi esistenti. Nichiren (日蓮, 1222-1282), Hōnen (法然, 1133-1212), Shinran (親鸞, 1173-1263), Eisai (榮西, 1141-1215) e Dōgen (道元, 1200-1253) – fondatori di alcune importanti scuole buddiste giapponesi rispettivamente della Nichiren shū (法華宗), Jōdo shū (浄土宗), Jōdo shin-shū (浄土真宗), Zen Rinzai-shū (臨濟宗) e Zen Sōtō shū (曹洞宗), erano infatti tutti monaci ordinati nei monasteri Tendai. A causa del patronato imperiale e della sua popolarità sempre più crescente fra i ceti aristocratici, la scuola Tendai divenne politicamente e militarmente potente. Durante il Periodo Kamakura (鎌倉時代, Kamakura-jidai, 1185-1333), il Tendai utilizzò il suo potere per tentare di sopprimere la sviluppo di scuole antagoniste in particolar modo della Nichiren-shu che iniziava a diffondersi presso la borghesia e della Jōdo shū che si diffondeva presso le classi più povere. L'Enryaku-ji, il potente tempio costruito sul Monte Hiei, divenne un centro non solo frequentato da monaci asceti ma anche da brigate militari di monaci guerrieri (gli sōhei, 僧兵) che lottavano nell'interesse del tempio. Nel 1571 Enryaku-ji fu distrutto e i suoi monaci massacrati da Oda Nobunaga (織田信長, 1534-1582) in un progetto politico-militare testo alla riunificazione del Giappone. Il tempio Enryaku-ji fu ricostruito più tardi e continua a rappresentare oggi il maggiore tempio della scuola Tendai.

## La dottrina dell'enyū santai(圓融三諦) e ilSutra del Loto(妙法蓮華經)

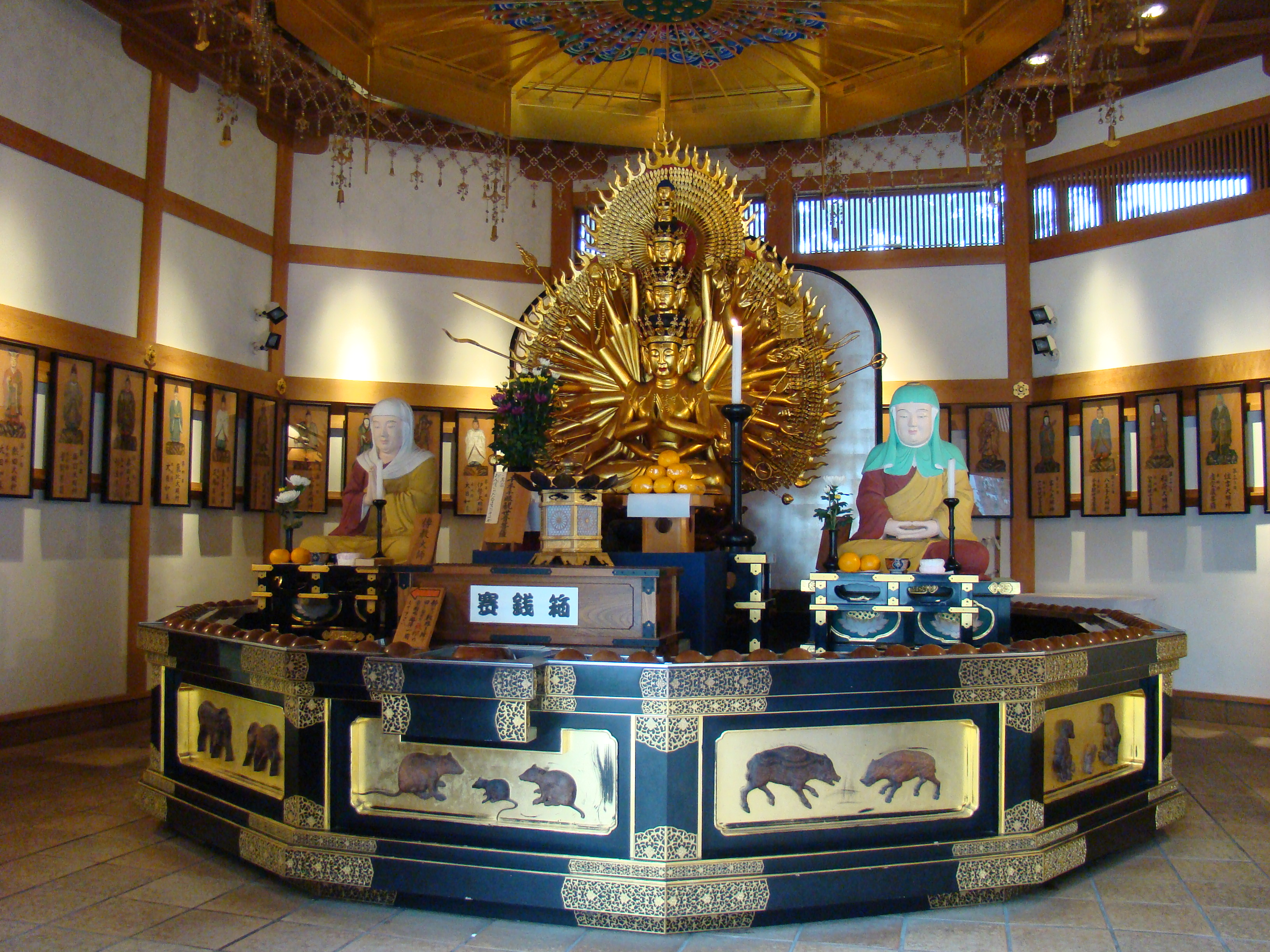
L'altare di Kannon Bosatsu (観音菩薩, sanscrito Avalokitêśvara Bodhisattva, cinese Guānyīn Púsà) posto in un padiglione accanto al principale tempio dell'Enryaku-ji. Da notare, alla destra è posta l'immagine di Dengyō Daishi (Saichō) mentre alla sinistra è posta l'immagine di Tendai Daishi (Zhìyǐ).

Il Tendai conserva molti insegnamenti della scuola Tiāntái cinese fondata nel VI sec. da Zhìyǐ. In particolar modo si fonda sulla dottrina della Triplice verità (giapponese enyū santai, cinese 圓融三諦 yuánróng sāndì), un originale sviluppo cinese della scuola madhyamaka indiana fondata da Nāgārjuna. Questa dottrina sostiene che dal punto di vista della Verità assoluta (sanscrito paramārtha-satya o śūnyatā-satya, cinese 空諦 kōngdì, giapponese kūtai) tutta la Realtà che ci appare è vuota di proprietà inerente: essa è impermanente dal punto di vista temporale e, nel contempo, non c'è un fenomeno che non dipenda dagli altri fenomeni. Questa vacuità (sanscrito śūnyatā, cinese 空 kōng, giapponese kū) della Realtà si poggia tuttavia sulla Verità convenzionale (sanscrito saṃvṛti-satya, cinese 假諦  jiǎdì, giapponese ketai) dove i singoli fenomeni vengono percepiti nella loro singolarità. La sintesi esperienziale di queste due Verità, apparentemente contraddittorie, porta alla realizzazione della terza verità, la Verità di mezzo (sanscrito mādhya-satya, cinese 中諦 zhōngdì, giapponese chūtai).
Il Tendai sostiene, inoltre, che essendo tutti gli esseri espressioni della natura di Buddha (sanscrito buddhatā, tathāgatagarbha, cinese 佛性 fóxìng, giapponese busshō) che soggiace all'intera Realtà, il Buddha Śākyamuni non era che una manifestazione realizzata di questa natura. Tale natura di Buddha è realizzabile da tutti gli esseri mediante l'Illuminazione (sanscrito bodhi, cinese 菩提 pútí, giapponese bodai) in questo corpo e in questa vita.
Come per il Tiāntái anche per il Tendai, il Sutra del Loto (sanscrito Saddharmapundarīkasūtra, giapponese 妙法蓮華經 Myōhō renge kyō o Hokkekyō) è il testo che conserva gli insegnamenti più profondi e completi della dottrina buddista (dottrina perfetta, giapponese engyo). Altra caratteristica del Tendai è quello di risultare sincretico nelle dottrine e nelle pratiche e ha teso, lungo i secoli, ad assorbire ed elaborare numerosi insegnamenti buddisti. Coerentemente con alcuni insegnamenti (vedi Suttapiṭaka, Digha-nikāya 2,88-89) dell'antico buddismo dei Nikāya, la scuola Tendai consente ai propri seguaci giapponesi di fare offerte alle divinità locali (神, Kami) proprie dello Shintoismo viste anch'esse nella propria natura di Buddha.
Infine l'insegnamento Tendai, per cui il mondo fenomenico e mondano se ben compreso alla luce della Triplice Verità non è distinto dal Dharma buddista in quanto tutte le cose e tutta la Realtà additano all'Illuminazione, lascia spazio alla riconciliazione dell'estetica, e della vita ordinaria, con più ascetici insegnamenti buddisti. La poesia, ad esempio, può essere considerata come un mezzo che conduce al perfezionamento spirituale. La contemplazione della poesia è semplicemente contemplazione del Dharma. Ciò può essere affermato per ogni altra forma d'arte, di studio e di attività.

### La dottrina dell'ichinen sanzen(一念三千)

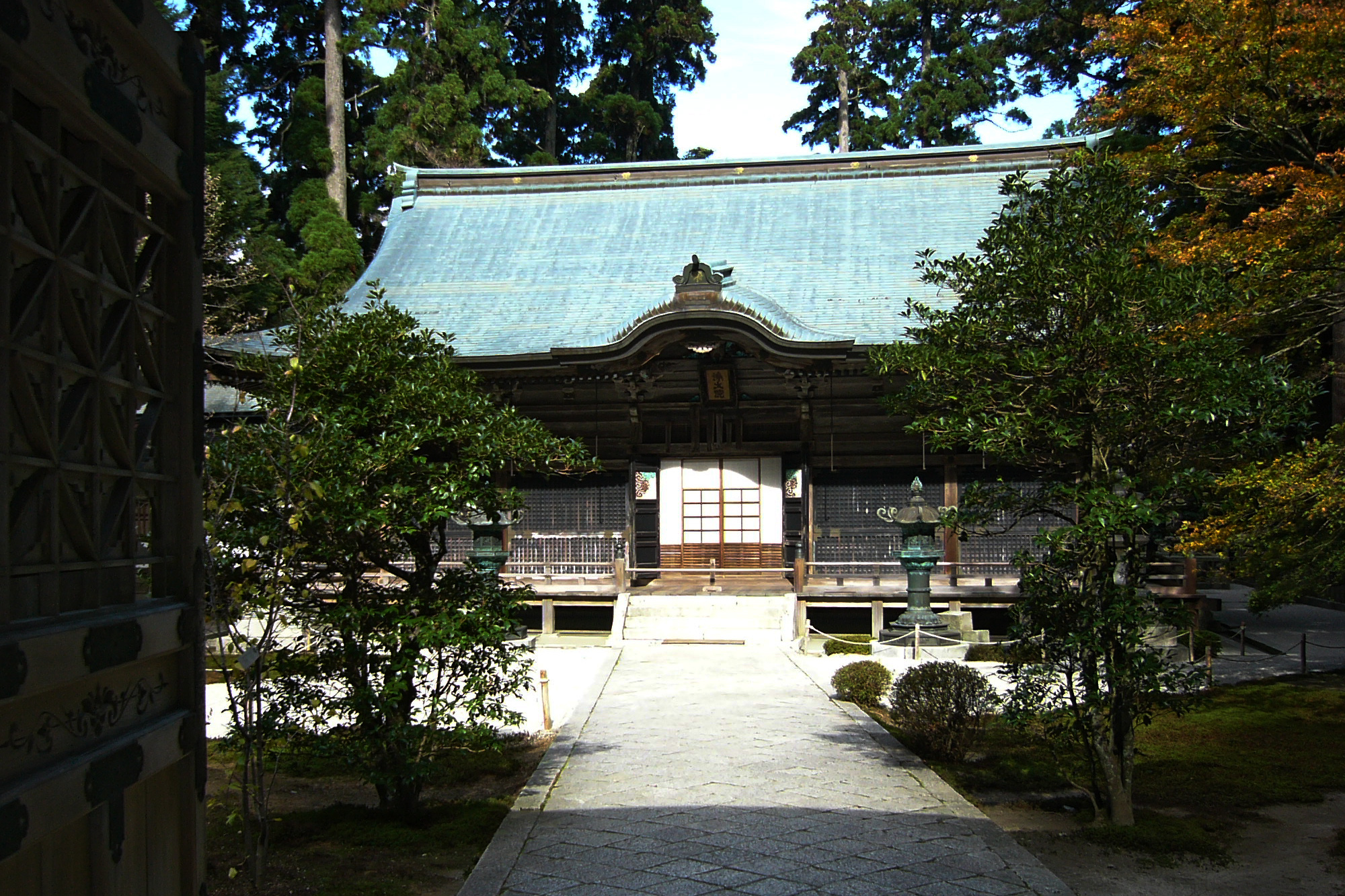
Il padiglione della Terra pura nel tempio Enryaku-ji.

La lettura del Sutra del Loto alla luce dell'elaborazione, di impronta madhyamaka, della Triplice verità porta la scuola Tendai (come già la scuola Tiāntái) ad elaborare la dottrina dello ichinen sanzen ("tremila mondi in un istante di vita", cinese 一念三千 yīniàn sānqiān ). Questa dottrina esprime un complesso olismo e omnicentrismo radicale che caratterizza l'unicità dell'insegnamento Tiāntái e Tendai nel panorama delle dottrine buddiste. Essa sostiene che, dal punto di vista del pensiero, tutti i mondi (le singole esperienze e l'individuazione dei singoli oggetti di esperienza) esistono certamente, ma la pratica meditativa consente di scorgerne la loro ambiguità, la loro indeterminatezza. Essi esistono solo in quanto la mente li delimita in modo arbitrario sia dal punto di vista spaziale che da quello temporale. Visti nella loro continuità temporale e nel loro condizionamento reciproco questi 'mondi' non possono essere considerati che 'vuoti', privi di un'identità inerente. Ma il pensiero, ovvero la vita, non si accontenta della loro vacuità, soffrendo d'altro canto per la loro incostante 'esistenza' (ogni fenomeno appare, esiste e scompare): è l'ambiguità di questi 'mondi' a generare la sofferenza negli esseri senzienti (sanscrito sattva, cinese 衆生 zhòngshēng, giapponese shūjō) ed è il continuo esercizio di consapevolezza (pratica dello shikan, 止觀) sulla dottrina dello ichinen sanzen che può portare la salvezza da questa condizione.
Le realtà possibili in un solo pensiero (sanscrito eka-kṣaṇa, cinese 一念 yīniàn, giapponese ichinen) indicati in questa dottrina, sono tremila (sanscrito tri-sāhasra, cinese 三千 sānqiān, giapponese sanzen) in quanto inglobano tutte le condizioni esperibili: 10 sono le condizioni esistenziali (Dieci mondi, 十界 cinese shíjiè, giapponese jùkai) che vanno dalla condizione infernale (sanscrito apāya-bhūmi, 地獄 cinese dìyù, giapponese jigoku) allo stato di Buddha (佛 cinese  Fó, giapponese butsu), tali condizioni esistenziali vanno moltiplicate per sé stesse in quanto tutte queste condizioni, da quella infernale a quella buddhica, implicano potenzialmente le altre nove esistenze al loro stesso interno. Queste cento potenziali esistenze vanno poi moltiplicate per le 10 talità (vera natura dei dharma, sanscrito tathātā , 如是實相 cinese rúshì shíxiàng, giapponese nyoze jissō) indicate nel Sutra del Loto e che corrispondono a: caratteristiche, natura, essenza, forza, azione, causa, condizione, retribuzione, frutto e uguaglianza di tutte queste talità tra loro. Questi mille dharma vanno poi moltiplicati per i tre mondi (sanscrito loka, 世 cinese shì, giapponese se) ovvero per i cinque aggregati (sanscrito pañca skandha, 五蘊 cinese wǔyùn, giapponese goun), per gli esseri costituiti dai cinque aggregati (sanscrito sattva, cinese 衆生 zhòngshēng, giapponese shūjō) e per il luogo in cui essi vivono (sanscrito  talima, 地 cinese dì, giapponese ji), raggiungendo il numero di tremila mondi  (sanscrito tri-sāhasra, cinese 三千 sānqiān, giapponese sanzen).
La vita può manifestarsi in queste tremila condizioni cambiando costantemente anche a seconda dei vissuti della mente, ma questi tremila mondi sono, per la dottrina Tiāntái, tutti immancabilmente vuoti (sanscrito śūnyatā,  cinese 空 kōng, giapponese kū) e non sono né esistenti né non esistenti.

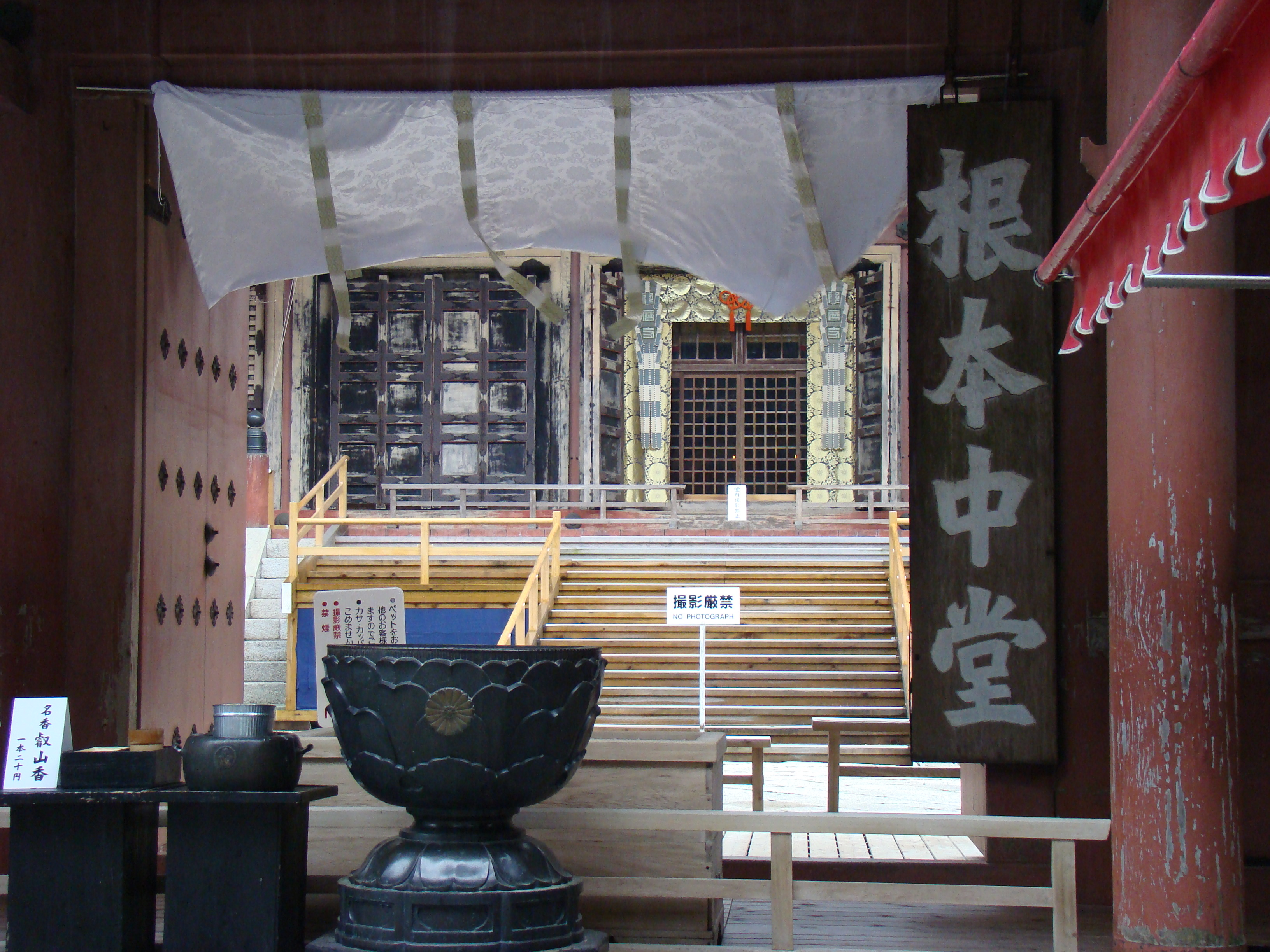
L'ingresso del Konpon-chudo (根本中堂), il tempio principale dell'Enryaku-ji.

### La dottrina dell'hongaku(本覺)
Altro elemento dottrinario tipico della scuola Tendai è la concezione dell'hongaku (本覺, illuminazione originaria) che, seppur già presente nel Dàshéng qǐxìn lùn (大乘起信論, giapponese Daijō kishin ron, Il risveglio nella fede del Mahayana), sutra di probabile origine Huáyán (華嚴宗,Huáyán zōng), fu ulteriormente sviluppato dai monaci del Monte Hiei alla luce della Triplice Verità e del Sutra del Loto. Tale attenzione su questa particolare dottrina deriva probabilmente dal fatto che lo stesso fondatore del Tendai, Saichō, era un monaco Kegon, ovvero seguace della scuola che rappresentava la versione giapponese dello Huáyán cinese. È molto probabile che Saichō, prima di ritirarsi sul Monte Hiei, ebbe modo di studiare il Dàshéng qǐxìn lùn e il suo commento Dàshéng qǐxìn lùn yìjì (大乘起信論義記, giapponese Daijō kishinron giki T.D. 1846.44.240-287), opera del patriarca cinese Huáyán, Fāzàng (法藏, 643–712).
La dottrina dell'hongaku (hongaku-shiso) sostiene che ogni cosa possiede un'illuminazione intrinseca, originaria (giapponese hongaku), unitamente all'illusione (不覺 fugaku, che dipende tuttavia strettamente dall'hongaku) e che la relazione tra queste due può produrre l'illuminazione realizzata (始覺, shigaku). Tale dottrina vuole radicalizzare la vacuità (śunyātā, giapponese 空 kū) anche nella percezione dell'illuminazione che non deve essere mai distinta dall'illusione pena la creazione di una discriminazione tra le due e quindi una ricaduta nell'illusione discriminante così criticata da Nāgārjuna e da Zhìyǐ. Quindi per il Tendai tutti gli aspetti duali del mondo poggiano in realtà, sempre e comunque, sulla non-dualità. Il mondo va sempre affermato come espressione stessa della buddhità. Non c'è altra illuminazione al di fuori del mondo e delle sue apparenze. Così Ennin nel Shoji kakuku sho (Vita e morte come illuminazione): "Il meraviglioso giungere del non giungere, la vera, la vera vita della non vita, il perfetto andare del non andare, la grande morte della non morte, l'unità di vita e morte, la non dualità di vacuità ed esistenza". Un brano che riecheggia lo Yuándùn zhǐguān (圓頓止觀, giapponese Endon shikan) del patriarca cinese di scuola Tiāntái, Guàndǐng (灌頂, 561-632), quando, già nel VI secolo, affermava: "Poiché tutti gli aggregati e le forme di sensibilità sono la realtà così come è, non c'è alcuna sofferenza da cui liberarsi. Poiché la nescienza e le afflizioni sono identiche al corpo illuminato, non c'è alcun'origine della sofferenza da sradicare. Poiché i due punti di vista estremi sono il Mezzo e le visioni erronee sono la Verità, non c'è alcun percorso da praticare. Poiché il saṃsāra è identico al nirvāṇa, non c'è alcun'estinzione della sofferenza da realizzare". La concezione dell'hongaku venne ripresa, seppur in modo critico, sia negli insegnamenti di Dōgen (fondatore dello Zen Sōtō) che da quelli di Nichiren (fondatore del buddismo Nichiren).

### Le dottrine deltaimitsu(台密)
A differenza di Zhìyǐ e dei maestri cinesi del Tiāntái, Saichō proclamò l'equivalenza tra le pratiche meditative e dottrinali Tiāntái e il buddismo esoterico (密教 Mikkyō) da lui appreso in Cina dal maestro di scuola Zhēnyán (眞言宗), Shunxiao (順曉, n.d.) e, in Giappone, dal fondatore della scuola Shingon (真言宗 Shingon-shū), Kūkai (空海, 774-835) e che ha fondamento nel Mahāvairocanāsūtra o Mahāvairocanābhisaṃbodhi-vikurvitādhiṣṭhāna-vaipulyasūtra (Il sutra di Mahavairocana, 大日經 cinese Dàrì jīng, giapponese Dainichikyō). Tale equivalenza era stabilita da Saichō anche sul piano della salvezza personale la quale, seguendo una di queste due vie, poteva realizzarsi in questa stessa vita (sokushin jobutsu). Tali vie rappresentavano delle vie immediate (直道 jikidō, cinese zhídào) all'illuminazione (bodai). Tuttavia Saichō, differentemente da Kūkai che riteneva l'esoterismo prevalente sulla dottrina e la meditazione, non ritenne superiore una via sull'altra. Ennin (圓仁, 794-864) quarto patriarca Tendai, recatosi in Cina nell'838, dove risiedette per otto anni sul Monte Wǔtái (五臺山, oggi nella provincia dello Shanxi), tornò in Giappone portando con sé le dottrine del nembutsu (念佛, vedi Terra Pura) e ulteriori dottrine esoteriche che denominò taimitsu (台密) per distinguerle da quelle denominate  tōmitsu (東密) di derivazione Shingon. Ennin eseguì rituali taimitsu al cospetto della Corte imperiale e ciò permise al Tendai di superare in popolarità lo stesso esoterismo dello Shingon. Il successore di Ennin, Enchin (圓珍, 814-891), recatosi anche lui in Cina nell'852, dove risiedette sui Monti Tiāntái e a Chang'an per sei anni, tornò con ulteriori insegnamenti che permisero al Tendai di superare definitivamente in popolarità lo Shingon, consentendo inoltre al monastero Miidera (三井寺, conosciuto anche come 園城寺 Onjoji), di cui Enchin era abate, di essere affiliato direttamente all'Enryaku-ji. Morto Ennin, nell'868 Enchin divenne abate dell'Enryaku-ji e quinto patriarca Tendai.

## Le sottoscuoleJimon(持門)  eSanmon(山門)
Dopo la morte di Ennin e di Enchin, nel corso del IX e del X secolo la scuola Tendai crebbe in numero di seguaci e di templi diffusi in tutto il Giappone. Presto tra i due templi principali, l'Enryaku-ji e il Miidera si avviarono dei conflitti inerenti alla preminenza. Il primo si designò come Sanmon (山門, Ordine della montagna, con riferimento al Monte Hiei) rivendicando Ennin come punto di riferimento, il Miidera si denominò Jimon (持門, Ordine del tempio, con riferimento al tempio Miidera) indicando Enchin come capostipite. La nomina di abate Tendai poteva venire da ambedue le sottoscuole, ma il fatto che tale nomina riguardò fino al 989 solo la Sanmon fu motivo di rivalsa per l'altra scuola. Ambedue le scuole arrivarono a confrontarsi con dei conflitti armati, istituendo la figura dei sōhei, monaci guerrieri pronti ad uccidere e ad incendiare i templi delle altre fazioni. La nomina ad abate di Ryōgen (良源, 912-985) nel 966, il quale cercò di restituire la dignità religiosa di un tempo alla scuola Tendai, ristabilendo principi e precetti, fu tuttavia destinata al fallimento. Così la nomina ad abate, nel 989, di Yokei (余慶, 919–991). appartenente alla scuola Jimon fu causa di ulteriori conflitti che finirono, nel 993, per procurare una divisione nella scuola Tendai dove la sottoscuola Jimon elevò il Miidera a sua sede principale, lasciando il Monte Hiei. Le due scuole finirono più volte anche nell'allearsi per guerreggiare con gli sōhei della scuola Hossō. Occorrerà aspettare il periodo Kamakura per un risveglio spirituale del Tendai, quello che poi porterà numerosi monaci di questa scuola a fondare nuove scuole. Tra questi monaci vanno ricordati: Eisai, Dōgen, Hōnen, Shinran e Nichiren, tutte figure religiose che risentiranno profondamente delle dottrine insegnate sul Monte Hiei.

## La pratica delloshikan(止觀)
Alla base delle pratiche meditative della scuola Tendai si pone la tecnica dello shikan (止觀), che si riferisce alla tecnica meditativa indiana del śamatha-vipaśyanā così come insegnata nella scuola buddista cinese Tiāntái la quale a sua volta fa particolare riferimento alle opere Móhē Zhǐguān (摩訶止觀, Grande trattato di calma e discernimento, giapponese Maka Shikan, T.D. 1911) e Tóngméng Zhǐguān (童蒙止觀, Trattato di calma e discernimento per principianti; in giapponese 小止観 Shō Shikan, Piccolo trattato di calma e discernimento; T.D. 1915) di Zhìyǐ dove questa pratica meditativa viene descritta. Tale pratica meditativa permetterebbe, secondo questa scuola, di penetrare la Triplice verità (giapponese enyū santai) e raggiungere l'illuminazione (sanscrito bodhi, giapponese bodai) risolvendo tutte le ambiguità della propria presenza nel mondo senza dover rinviare tale risposta a una divinità trascendente (sanscrito deva, giapponese tennin (天人); critica già operata nel buddismo dei Nikāya), senza dover rifuggire il mondo delle illusioni e della vita ordinaria (sanscrito saṃsāra, giapponese 輪廻 rinne; critica nei confronti del buddismo Hīnayāna) e senza dover contemplare la vacuità della Verità assoluta rinunciando alla propria soggettività (critica ad alcune scuole del Mahāyāna). Lo shikan prevede l'applicazione costante e coordinata dei suoi due aspetti (śamatha e vipaśyanā) in quanto, sostiene Zhìyǐ): «Praticare la concentrazione soltanto senza tenere in considerazione il discernimento produce ottusità, praticare il discernimento senza tenere in considerazione la concentrazione produca infatuazione, e anche se questi sono difetti relativamente minori, contribuiscono a generare opinioni errate». Quindi secondo Zhìyǐ bisogna praticare il śamatha-vipaśyanā (shikan) insieme: «similmente alle due ruote del carro e alle due ali di un uccello. Praticarli parzialmente è male». Inoltre lo «shikan - sostiene ancora Zhìyǐ- è facile da predicare ma molto difficile da praticare».

## La disciplina monastica nel Tendai
Dal punto di vista della disciplina monastica, la scuola Tendai (come anche le scuole Zen) segue solo i 58 precetti mahayana indicati nel Brahmājālasūtra (cinese 梵網經 Fànwǎng jīng, giapponese  Bonmō kyō). In questo si differenzia dalla scuola cinese Tiāntái che invece segue la doppia ordinazione, quella del vinaya Dharmaguptaka, il Cāturvargīya-vinaya (Quadruplici regole della disciplina, 四分律 pinyin: Shìfēnlǜ, giapponese Shibunritsu) e quella indicata nel Brahmājālasūtra. Tale scelta Tendai origina dal suo stesso fondatore, il monaco Saichō che pur avendo ricevuto lui stesso la doppia ordinazione nel tempio Tōdai-ji (東大寺) decise di impartire solo quella mahāyāna ai suoi successori.

## Il lignaggio Tendai
- Patriarchi cinesi del Tiāntái: 1. Huìwén (慧文, V sec.) 2. Huìsī (慧思, 515-577) 3. Zhìyǐ (智顗, 538-597) 4. Guàndǐng (灌頂, 561-632) 5. Zhìwēi (智威 ?-680) 6. Huìwēi (慧威, 634-713) 7. Xuánlǎng (左溪, 673-754) 8. Zhànrán (湛然, 711-782) 9. Dàòsuì (道邃, n.d.).
- Patriarchi (座主, zasu) giapponesi: 1. Saichō (最澄, 767-822) 2. Gishin (義眞, 781–833) 3. Encho (圆澄, 771-836) 4. Ennin (圓仁, 794-864) 5. Enchin (圆珍, 814-891)

## Voci correlate

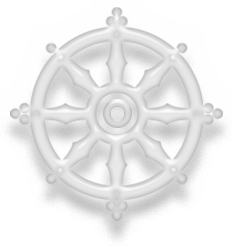